# F1 2013 (jeu vidéo)
 (juillet 2017).
Si vous disposez d'ouvrages ou d'articles de référence ou si vous connaissez des sites web de qualité traitant du thème abordé ici, merci de compléter l'article en donnant les références utiles à sa vérifiabilité et en les liant à la section « Notes et références ».
F1 2013 est un jeu vidéo de course basé sur la saison 2013 du championnat du monde de Formule 1 dont la sortie est prévue le 4 octobre 2013 sur PlayStation 3, Xbox 360 et PC. Le jeu sortira en édition standard qui contient le mode classic 1980 et une édition classic qui contient ce qui est précédé ainsi que le mode classic 1990 qui sera disponible en DLC après la sortie du jeu. Il succède à F1 2012

## Description
Le moteur du jeu est l'Ego Engine, déjà été utilisé par Codemasters pour ses Colin McRae: Dirt et Race Driver: GRID.
Le jeu propose les 19 circuits du championnat du monde de Formule 1 2013

## Mode Classics
Le jeu inclut le mode classics qui contient 10 pilotes des années 1980 tels que Mario Andretti, Nigel Mansell, Emerson Fittipaldi, Gerhard Berger, le circuit de Brands Hatch et de celui de Jerez et 7 pilotes des années 1990 tels que Alain Prost, Eddie Irvine, ainsi que les circuits d'Estoril et d'Imola.

## Pilotes, écuries et circuits 2013
| Écurie                        | Pilote              | Numéro |
| ----------------------------- | ------------------- | ------ |
| Infiniti Red Bull Racing      | Sebastian Vettel    | 1      |
| Infiniti Red Bull Racing      | Mark Webber         | 2      |
| Scuderia Ferrari              | Fernando Alonso     | 3      |
| Scuderia Ferrari              | Felipe Massa        | 4      |
| Vodafone McLaren Mercedes     | Jenson Button       | 5      |
| Vodafone McLaren Mercedes     | Sergio Pérez        | 6      |
| Lotus F1 Team                 | Kimi Räikkönen      | 7      |
| Lotus F1 Team                 | Romain Grosjean     | 8      |
| Mercedes AMG Petronas F1 Team | Nico Rosberg        | 9      |
| Mercedes AMG Petronas F1 Team | Lewis Hamilton      | 10     |
| Sauber F1 Team                | Nico Hülkenberg     | 11     |
| Sauber F1 Team                | Esteban Gutiérrez   | 12     |
| Sahara Force India F1 Team    | Paul Di Resta       | 14     |
| Sahara Force India F1 Team    | Adrian Sutil        | 15     |
| Williams F1 Team              | Pastor Maldonado    | 16     |
| Williams F1 Team              | Valtteri Bottas     | 17     |
| Scuderia Toro Rosso           | Jean-Éric Vergne    | 18     |
| Scuderia Toro Rosso           | Daniel Ricciardo    | 19     |
| Caterham F1 Team              | Charles Pic         | 20     |
| Caterham F1 Team              | Giedo Van der Garde | 21     |
| Marussia F1 Team              | Jules Bianchi       | 22     |
| Marussia F1 Team              | Max Chilton         | 23     |

| Manche | Grand Prix                    | Lieu              |
| ------ | ----------------------------- | ----------------- |
| 1      | Grand Prix d'Australie        | Melbourne         |
| 2      | Grand Prix de Malaisie        | Sepang            |
| 3      | Grand Prix de Chine           | Shanghai          |
| 4      | Grand Prix de Bahreïn         | Sakhir            |
| 5      | Grand Prix d'Espagne          | Barcelone         |
| 6      | Grand Prix de Monaco          | Monaco            |
| 7      | Grand Prix du Canada          | Montréal          |
| 8      | Grand Prix de Grande-Bretagne | Silverstone       |
| 9      | Grand Prix d'Allemagne        | Nürburgring       |
| 10     | Grand Prix de Hongrie         | Budapest          |
| 11     | Grand Prix de Belgique        | Spa-Francorchamps |
| 12     | Grand Prix d'Italie           | Monza             |
| 13     | Grand Prix de Singapour       | Singapour         |
| 14     | Grand Prix de Corée du Sud    | Yeongam           |
| 15     | Grand Prix du Japon           | Suzuka            |
| 16     | Grand Prix d'Inde             | Greater Noida     |
| 17     | Grand Prix d'Abou Dabi        | Yas Marina        |
| 18     | Grand Prix des États-Unis     | Austin            |
| 19     | Grand Prix du Brésil          | São Paulo         |

## Pilotes, écuries et circuits des années 80
Disponible dans le F1 2013 de base.
| Écurie   | Année | Châssis   | Moteur                | Pneus | N° | Pilote d'origine   | N° | Légende de l'équipe |
| -------- | ----- | --------- | --------------------- | ----- | -- | ------------------ | -- | ------------------- |
| Williams | 1980  | FW07      | Cosworth V8           | G     | 27 | Alan Jones         | 28 | Alain Prost         |
| Lotus    | 1986  | 98T       | Renault               | G     | 12 | Emerson Fittipaldi | 11 | Mario Andretti      |
| Lotus    | 1988  | 100T      | Honda 1,5L V6 turbo   | G     | 2  | Satoru Nakajima    | 1  | Mika Häkkinen       |
| Williams | 1988  | FW12      | Judd 3L V8            | G     | 5  | Nigel Mansell      | 6  | Damon Hill          |
| Ferrari  | 1988  | F1-87/88C | Ferrari 1,5L V6 turbo | G     | 28 | Gerhard Berger     | 27 | Michael Schumacher  |

| Grand Prix                               | Lieu         | Périodes                       |
| ---------------------------------------- | ------------ | ------------------------------ |
| Grand Prix Légendaire de Grande-Bretagne | Brands Hatch | 12 épreuves entre 1964 et 1986 |
| Grand Prix Légendaire d'Espagne          | Jerez        | 1986 - 1990 (1994 et 1997)²    |

² De retour en 1994 et en 1997 mais avec un travé modifié du circuit, et en tant que Grand Prix d'Europe  ; le tracé présent dans le jeu est celui de 1986 à 1990

## Pilotes, écuries et circuits des années 90
Disponible dans le F1 2013 Classic Edition, ainsi que dans des packs additionnels au F1 2013 "basique".
| Écurie   | Année | Châssis | Moteur              | Pneus | N°    | Pilote d'origine              | N° | Légende de l'équipe |
| -------- | ----- | ------- | ------------------- | ----- | ----- | ----------------------------- | -- | ------------------- |
| Ferrari  | 1992  | F92A    | Ferrari V12         | G     | 27 28 | Jean Alesi Ivan Capelli       |    |                     |
| Williams | 1992  | FW14B   | Renault V10         | G     | 5     | Nigel Mansell                 | 6  | David Coulthard     |
| Ferrari  | 1996  | F310    | Ferrari 046 3.0 V10 | G     | 1     | Michael Schumacher            | 2  | Gerhard Berger      |
| Williams | 1996  | FW18    | Renault RS8 3.0 V10 | G     | 5 6   | Damon Hill Jacques Villeneuve |    |                     |
| Ferrari  | 1999  | F399    | Ferrari V10         | B     | 4     | Eddie Irvine                  | 3  | Jody Scheckter      |
| Williams | 1999  | FW21    | Supertec            | B     | 6     | Ralf Schumacher               | 5  | Alain Prost         |

| Grand Prix                           | Lieu    | Périodes     |
| ------------------------------------ | ------- | ------------ |
| Grand Prix Légendaire de Saint-Marin | Imola   | 1980 - 2006³ |
| Grand Prix Légendaire du Portugal    | Estoril | 1984 - 1996  |

³ En 1980 en tant que Grand Prix d'Italie 